# Cessna A-37 Dragonfly
Cessna A-37 Dragonfly – amerykański dwusilnikowy lekki samolot szturmowy przełomu lat 60. i 70. XX wieku.
A-37 Dragonfly był rozwinięciem konstrukcji samolotu treningowego Cessna T-37 Tweet. Samoloty A-37 były wykorzystywane między innymi podczas wojny w Wietnamie.
Jeden egzemplarz samolotu znajduje się w zbiorach Muzeum Lotnictwa Polskiego w Krakowie.